# Рыболово (Московская область)
Ры́болово — деревня в Раменском районе Московской области. Входит в состав Рыболовского сельского поселения, центром которого и является. Население — 1054 чел. (2010).

## География
Расположена недалеко от реки Москвы. Расстояние по автодороге до города Бронницы — 11,0 км. Ближайшие населённые пункты — Старниково, Морозово.

## Население
| 1926 | 2002  | 2005  | 2010  |
| ---- | ----- | ----- | ----- |
| 1245 | ↘1011 | →1011 | ↗1054 |

Национальный состав
Преобладающая национальность — русские.

## Уроженцы
- Гранаткин, Валентин Александрович (1908—1979) — советский футболист, хоккеист (с мячом и шайбой).
- Ситнова, Антонина Николаевна (1913—2001) — советский хозяйственный, государственный и политический деятель, Герой Социалистического Труда.

## История
На плане Генерального межевания 1784 г. — с. Рыболово; у К. Нистрема — Рыболово, Тетерино тож.
Административно входило в состав Бронницкого уезда.
До 2006 года Рыболово было центром Рыболовского сельского округа.